# Epistolarum libri duo
Epistolarum libri duo (Deux Livres d’épîtres) est un recueil poétique de Jean Second publié en 1541 à Utrecht par ses deux frères, Nicolaus Grudius et Hadrianus Marius. Il a été ensuite réédité en 1561, 1582, 1619. Ces lettres ont été écrites de 1529 à 1534.
Le poète s’adresse à des proches, parents ou amis. Dans les lettres familiales, il écrit à son frère Nicolas. Dans les lettres amicales, il est en relation avec des juristes (Charles Sucquet, Vigle d'Ayta de Zwichem, Ansovino Medices), avec un évêque (Johann von Höfen, dit Johannes Dantiscus), avec un poète (D. Mendoza) ou avec un peintre (Jan van Scorel). Les sujets abordés y sont variés. Les epistolae accompagnent l’envoi de médailles, parlent des voyages accomplis, font écho aux événements du temps et à ceux qui arrivent dans sa famille.

## Versification
- Le premier livre est composé de distiques élégiaques.
- Le second livre est écrit en hexamètres dactyliques.

## Éditions modernes
- Joannis Nicolaii Secundi,... Opera omnia, emendatius et cum notis adhuc ineditis Petri Burmanni secundi, denuo edita, cura Petri Bosscha, Lugduni Batavorum, S. et J. Luchtmans, 1821.

- Jean Second. Epigrammatum liber unus (trad. Daniel Delas, introduction et notes de R. Guillot), Epistolarum libri duo (trad. J.-C. Ternaux, introduction et notes de R. Guillot et J.-C Ternaux), Paris, Champion, 2007 (t. III des Œuvres complètes), p. 360-571.